# Germanos
Germanos este o companie de retail de telefoane mobile din Grecia.
Din anul 2006, a fost achiziționat de grupul Cosmote, pentru suma de 1,58 miliarde euro.
Grupul Germanos deține 900 de magazine în Grecia, România, Bulgaria și Macedonia.
Germanos este specializat în comercializarea de produse și servicii de telefonie mobilă, precum și alte produse digitale sau asociate - telefoane fixe, camere foto și video, carduri de memorie, respectiv de servicii de telefonie mobilă, fixă și de internet de la Romtelecom.

## Germanos în România
Germanos a intrat în România în anul 1996, ajungând să fie prezent în peste 110 de orașe în septembrie 2008.
Pe piața din România a fost cel mai mare retailer de GSM și mai mare dealer al Cosmote Group.
Pe piața din România, retailerul deținea 260 de magazine (în august 2009), iar principalii săi concurenți erau Fonomat, EuroGSM, Say și Avenir Telecom.
În noiembrie 2007, a achiziționat lanțul de retail de telefoane mobile Tel Sim GSM care era prezent în 19 magazine din 18 orașe.
Pe data de 15 octombrie 2021, Germanos a fost închis în România, și a fost înlocuit de Clickshop.
Număr de magazine în România:
| Anul     | 2009 | 2008 | 2007 | 2005 |
| -------- | ---- | ---- | ---- | ---- |
| magazine | 260  | 220  | 200  | 100  |

Cifra de afaceri:
- 2005: 100 milioane euro[1]
- 2004: 61 milioane euro[11]